# Albert F. Dawson

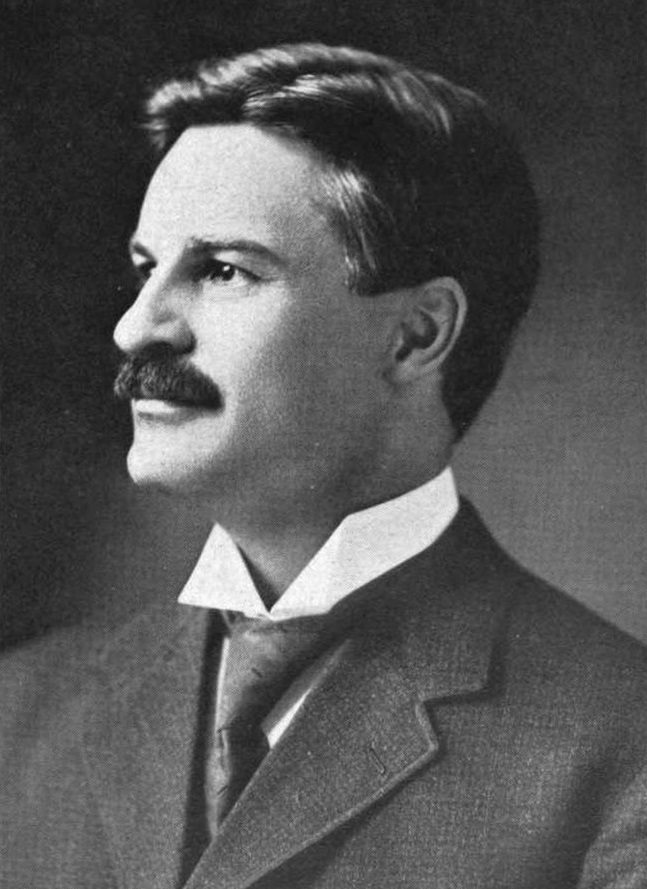
Albert F. Dawson

Albert Foster Dawson (* 26. Januar 1872 in Spragueville, Jackson County, Iowa; † 9. März 1949 bei Cincinnati, Ohio) war ein US-amerikanischer Politiker. Zwischen 1905 und 1911 vertrat er den Bundesstaat Iowa im US-Repräsentantenhaus.

## Werdegang
Albert Dawson besuchte die öffentlichen Schulen seiner Heimat und danach die University of Wisconsin–Madison. Danach stieg er in das Zeitungsgeschäft ein. In dieser Branche arbeitete er von 1891 bis 1892 in Preston und dann zwischen 1892 und 1894 in Clinton. Politisch war Dawson Mitglied der Republikanischen Partei. Zwischen 1895 und 1905 war er Sekretär des Kongressabgeordneten George M. Curtis und des US-Senators William B. Allison. Zwischenzeitlich studierte er an der George Washington University das Finanzwesen.
1904 wurde Dawson im zweiten Wahlbezirk von Iowa in das US-Repräsentantenhaus in Washington, D.C. gewählt, wo er am 4. März 1905 die Nachfolge des Demokraten Martin Joseph Wade antrat. Nach zwei Wiederwahlen konnte er bis zum 3. März 1911 drei zusammenhängende Legislaturperioden im Kongress absolvieren. 1910 verzichtete er auf eine erneute Kandidatur. Im selben Jahr lehnte er auch ein Angebot von US-Präsident William Howard Taft ab, der ihn als seinen Sekretär anstellen wollte.
Zwischen 1911 und 1929 war Dawson Präsident der First National Bank of Davenport. Im Jahr 1930 war er geschäftsführender Sekretär des Republican National Senatorial Committee. Danach saß er von 1931 bis 1945 im Vorstand der öffentlichen Versorgungswerke. Anschließend zog er sich in seinen Ruhestand zurück, den er in Highland Park (Illinois) verbrachte. Albert Dawson starb am 9. März 1949 bei einer Zugfahrt in der Nähe von Cincinnati.